# ウラ撮れちゃいました
『ウラ撮れちゃいました』（ウラとれちゃいました）は、テレビ朝日系列で2021年9月23日から2022年9月15日まで毎週木曜日の19時 - 20時（JST）に放送されたバラエティ番組。通称は『ウラ撮れ』。

## 概要
普段はなかなか見ることができない、様々な業界の"ウラ側"に密着する社会科見学バラエティー。
2021年5月9日に単発特番として放送された後、同年10月改編で木曜19時枠の『日本人の3割しか知らないこと くりぃむしちゅーのハナタカ!優越館』の終了に伴い、レギュラー化された。
MCを務めるかまいたちと白石麻衣は共に、ゴールデンタイムのレギュラー番組では初めてMCを務めていた。
裏番組の『プレバト!!』（毎日放送・TBS系）に押されたため、2022年9月15日でレギュラー放送を終了し、今後は特別番組として不定期での放送に変更された。後番組は『ニンチド調査ショー』。
特別番組化に伴い、『仰天☆潜入ツアーズ!』（ぎょうてん せんにゅうツアーズ！）に改題されている。

## 出演者

### レギュラー版
MC
- かまいたち（山内健司・濱家隆一）
- 白石麻衣

### 特番
MC
- 小峠英二（バイきんぐ）
- 弘中綾香（テレビ朝日アナウンサー）

## 放送リスト

### パイロット版（放送リスト）
| 回 | 放送日        | 内容                          | ゲスト | 備考                   |
| -- | ------------- | ----------------------------- | --- | ---------------------- |
| 0  | 2021年 5月9日 | - 新幹線のウラ - 自衛隊のウラ | IMPACTors、日向坂46（齊藤京子、東村芽依、河田陽菜、富田鈴花、丹生明里） VTR出演：礼二（中川家）、津田篤宏（ダイアン）、西村瑞樹（バイきんぐ）、西村和彦、三谷紬（テレビ朝日アナウンサー） | 19:00 - 20:56（116分） |

### レギュラー版（放送リスト）
| 2021年 | 2021年   | 2021年                                                          | 2021年 | 2021年                               |
| 回     | 放送日   | 内容                                                            | ゲスト | 備考                                 |
| ------ | -------- | --------------------------------------------------------------- | --- | ------------------------------------ |
| 1      | 9月23日  | - 富士山 2021 - 新幹線の深夜輸送                                | 出川哲朗、井森美幸、アンミカ                                                                                      | 初回3時間スペシャル（18:45 - 21:48） |
| 2      | 10月14日 | - 超巨大ホームセンターのウラ側に潜入!                           | ヒロミ、米倉涼子 VTR出演:椿鬼奴、黒沢かずこ（森三中）                                                             |                                      |
| 3      | 10月28日 | - 初松茸収穫のウラ側 - 秘境駅のウラ調査〜北海道・小幌駅〜       | ヒロミ、アンミカ、若槻千夏                                                                                        |                                      |
| 4      | 11月4日  | - 日本全国ウラ名物〜北海道&群馬〜 - チロルチョコのウラ          | 中山秀征、井森美幸、藤本美貴                                                                                      |                                      |
| 5      | 11月11日 | - 秒速グルメのウラ - 巨大ご当地スーパーのウラ                   | ヒロミ、小池栄子、アンミカ、トラウデン直美                                                                        |                                      |
| 6      | 11月18日 | - 激安食堂のウラ - JALのウラ - 富士山写真のオモテとウラ         | アンミカ、伊集院光、井森美幸、渋谷凪咲（NMB48）、 出川哲朗、トラウデン直美、ホラン千秋 VTR出演:中岡創一（ロッチ） |                                      |
| 7      | 11月25日 | - 神業マジックのウラ                                            | ヒロミ、アンミカ、土生瑞穂（櫻坂46）                                                                              |                                      |
| 8      | 12月2日  | - 群馬VS香川"うどん大戦争" - スズメバチハンターのウラ           | 中山秀征、松本明子、渡辺翔太（Snow Man）                                                                          |                                      |
| 9      | 12月16日 | - 賞味期限が短いグルメ - 日本全国ウラ名物〜福岡&熊本〜&ウラ列車 | 伊集院光、森口博子、上國料萌衣（アンジュルム）、ホラン千秋、渋谷凪咲（NMB48）                                     |                                      |
| 10     | 12月23日 | - 出張買取のウラ - 日本全国ウラ名物の旅〜奈良編〜               | 中山秀征、伊集院光、井森美幸、八嶋智人、はしのえみ、大友花恋                                                      |                                      |

| 2022年 | 2022年  | 2022年 | 2022年 | 2022年                   |
| 回     | 放送日  | 内容 | ゲスト | 備考                     |
| ------ | ------- | --- | --- | ------------------------ |
| 11     | 1月6日  | - 詰め放題のウラ - 日本全国ウラ名物の旅〜鹿児島〜 - 新車両輸送のウラ                                        | 沢村一樹、井森美幸、はしのえみ、大友花恋、 ヒロミ、小池栄子、トラウデン直美                                                           | 6分縮小（19:00 - 19:54） |
| 12     | 1月13日 | - 日本全国ウラ名物の旅〜高知&佐賀〜                                                                         | 中山秀征、島崎和歌子、優木まおみ | 6分縮小（19:00 - 19:54） |
| 13     | 1月20日 | - 日本全国ウラ名物の旅〜住むならどっち? 足立区VS練馬区〜                                                    | 伊集院光、上戸彩、菅井友香（櫻坂46）                                                                                                  |                          |
| 14     | 2月10日 | - 日本全国ウラ名物の旅〜長野&兵庫〜                                                                         | 生瀬勝久、伊集院光、もう中学生、小池美波（櫻坂46）                                                                                    | [ 注 6 ]                 |
| 15     | 2月24日 | - 日本全国ウラ名物の旅〜神奈川〜                                                                            | 石原良純、伊集院光、元木大介、佐々木彩夏（ももいろクローバーZ）                                                                       | [ 注 6 ]                 |
| 16     | 3月3日  | - 日本全国ウラ名物の旅〜北海道・札幌〜                                                                      | 中山秀征、森崎博之（TEAM NACS）、藤本美貴、菊地亜美、広瀬すず                                                                         |                          |
| 17     | 3月10日 | - 日本全国ウラ名物の旅〜北海道・旭川〜                                                                      | 川島明（麒麟）、森崎博之（TEAM NACS）、藤本美貴、菊地亜美、松岡茉優                                                                   |                          |
| 18     | 3月17日 | - 日本全国ウラ名物の旅〜埼玉〜                                                                              | 北斗晶、若槻千夏、朝日奈央、カズレーザー（メイプル超合金）                                                                            |                          |
| 19     | 3月24日 | - 日本全国ウラ名物の旅〜銀座・足立区〜                                                                      | 中山秀征、松本明子、森口瑤子、雛形あきこ                                                                                              |                          |
| 20     | 3月31日 | - 日本全国ウラ名物の旅〜群馬〜&佐賀〜                                                                       | 中山秀征、井森美幸、大友花恋、沢村一樹、 島崎和歌子、はしのえみ、八嶋智人、優木まおみ                                                 |                          |
| 21     | 4月7日  | - 激安スーパーのウラ - 日本全国ウラ名物の旅〜田園都市線〜                                                   | 沢口靖子、内藤剛志 VTR出演:JP、メルヘン須長                                                                                           |                          |
| 22     | 4月14日 | - 日本全国ウラ名物の旅〜吉祥寺〜                                                                            | 内田有紀、八嶋智人、櫻井海音 |                          |
| 23     | 4月21日 | - 日本全国ウラ名物の旅〜埼玉〜                                                                              | ハライチ、小林由依（櫻坂46） |                          |
| 24     | 4月28日 | - 日本全国ウラ名物の旅〜千葉〜                                                                              | 中山秀征、森泉、小倉優子 |                          |
| 25     | 5月5日  | - ご当地スーパーのウラ〜宮城〜 - 日本全国ウラ名物の旅〜小田原〜                                             | 柳沢慎吾、伊集院光、芳根京子、鞘師里保 VTR出演:森千晴、三谷紬（テレビ朝日アナウンサー）                                               |                          |
| 26     | 5月12日 | - ご当地スーパーのウラ〜埼玉〜 - 日本全国ウラ名物の旅〜京都〜                                               | 吉岡里帆、中村倫也 |                          |
| 27     | 5月19日 | - 日本全国ウラ名物の旅〜八王子〜                                                                            | 斎藤工、西島秀俊 |                          |
| 28     | 5月26日 | - どうぶつ撮れちゃいました                                                                                  | 佐々木久美（日向坂46）、もう中学生、森泉                                                                                              |                          |
| 29     | 6月2日  | - カルガモ引っ越し密着 - ご当地スーパーのウラ〜青森〜 - 日本全国ウラ名物の旅〜青森〜 - 秘境駅のウラ〜静岡〜 | 伊集院光、古坂大魔王、若槻千夏 | 6分縮小（19:00 - 19:54） |
| 30     | 6月9日  | - どうぶつ撮れちゃいました                                                                                  | 森泉、もう中学生、若槻千夏、上國料萌衣（アンジュルム）、佐々木久美（日向坂46） VTR:河田陽菜（日向坂46）                               |                          |
| 31     | 6月16日 | - どうぶつ撮れちゃいました                                                                                  | 森泉、もう中学生、真野恵里菜 |                          |
| 32     | 6月23日 | - カルガモ引っ越し密着                                                                                      | もう中学生、ホラン千秋、森田ひかる（櫻坂46）                                                                                          |                          |
| 33     | 6月30日 | - どうぶつ撮れちゃいました                                                                                  | もう中学生、ホラン千秋、森田ひかる（櫻坂46）、森泉、真野恵里菜 VTR:川津明日香                                                         |                          |
| 34     | 7月14日 | - どうぶつ撮れちゃいました                                                                                  | 上川隆也、トリンドル玲奈、森泉、上國料萌衣（アンジュルム）、若槻千夏、真野恵里菜、もう中学生                                          |                          |
| 35     | 7月21日 | - どうぶつ撮れちゃいました                                                                                  | 井森美幸、森泉、もう中学生、若槻千夏、真野恵里菜、山之内すず、上國料萌衣（アンジュルム） VTR:あばれる君、田村保乃（櫻坂46）、工藤美桜 |                          |
| 36     | 7月28日 | - カメラが潜入 様々なウラ側ランキング - 旭山動物園のウラ側                                                  | 峰竜太、トリンドル玲奈、村上佳菜子、森泉、若槻千夏、上國料萌衣（アンジュルム）                                                        |                          |
| 37     | 8月4日  | - カルガモ引っ越し密着                                                                                      | 中山秀征、トリンドル玲奈、トラウデン直美、井森美幸、若槻千夏、山之内すず                                                              |                          |
| 38     | 8月11日 | - 国民的人気犬ランキング - ご当地スーパーのウラ〜岩手県〜                                                   | 若槻千夏、奈緒、井桁弘恵 |                          |
| 39     | 8月18日 | - 現金買取のウラ - 日本全国面白イヌネコ - 人気水族館&動物園のウラ                                           | 研ナオコ、足立梨花、池田美優、山之内すず、中山秀征、北斗晶、カズレーザー（メイプル超合金）                                            |                          |
| 40     | 8月25日 | - 大人気激安総合ディスカウントショップのウラ - ネコの驚きのウラ生態                                         | 中山秀征、北斗晶、カズレーザー（メイプル超合金）、峰竜太、トリンドル玲奈、村上佳菜子                                                  |                          |
| 41     | 9月1日  | - 日本全国ウラ名物探し〜道の駅〜                                                                            | 峰竜太、伊集院光、井森美幸、若槻千夏、トリンドル玲奈、山之内すず                                                                      |                          |
| 42     | 9月8日  | - 新宿デパ地下グルメのウラ                                                                                  | 伊集院光、若槻千夏、齋藤京子（日向坂46）                                                                                              |                          |
| 43     | 9月15日 | - 日本全国ウラ名物探し〜道の駅〜                                                                            | 竹内涼真、伊集院光、若槻千夏、齋藤京子（日向坂46）                                                                                    |                          |

## ネット局
- 前番組『日本人の3割しか知らないこと くりぃむしちゅーのハナタカ!優越館』と同様に、番組終盤の19:54 - 20:00はローカルセールス枠になっていた。
- 19:54に飛び降りポイントが設けられているため、テレビ朝日以外の通常時同時フルネット局でも臨時に19:54で飛び降りる場合がある一方で、通常時同時ネット局が臨時フルネットで放送する場合があった。

| 放送期間                       | 放送時間           | 放送局                       | 放送対象地域   | 系列           | ネット状況               | 備考       |
| ------------------------------ | ------------------ | ---------------------------- | -------------- | -------------- | ------------------------ | ---------- |
| 2021年9月23日 - 2022年9月15日  | 木曜 19:00 - 20:00 | テレビ朝日（EX）             | 関東広域圏     | テレビ朝日系列 | 同時フルネット           | 【制作局】 |
| 2021年9月23日 - 2022年9月15日  | 木曜 19:00 - 20:00 | 北海道テレビ（HTB）          | 北海道         | テレビ朝日系列 | 同時フルネット           |            |
| 2021年9月23日 - 2022年9月15日  | 木曜 19:00 - 20:00 | 青森朝日放送（ABA）          | 青森県         | テレビ朝日系列 | 同時フルネット           |            |
| 2021年9月23日 - 2022年9月15日  | 木曜 19:00 - 20:00 | 岩手朝日テレビ（IAT）        | 岩手県         | テレビ朝日系列 | 同時フルネット           |            |
| 2021年9月23日 - 2022年9月15日  | 木曜 19:00 - 20:00 | 東日本放送（khb）            | 宮城県         | テレビ朝日系列 | 同時フルネット           |            |
| 2021年9月23日 - 2022年9月15日  | 木曜 19:00 - 20:00 | 山形テレビ（YTS）            | 山形県         | テレビ朝日系列 | 同時フルネット           |            |
| 2021年9月23日 - 2022年9月15日  | 木曜 19:00 - 20:00 | 福島放送（KFB）              | 福島県         | テレビ朝日系列 | 同時フルネット           |            |
| 2021年9月23日 - 2022年9月15日  | 木曜 19:00 - 20:00 | 静岡朝日テレビ（SATV）       | 静岡県         | テレビ朝日系列 | 同時フルネット           |            |
| 2021年9月23日 - 2022年9月15日  | 木曜 19:00 - 20:00 | 広島ホームテレビ（HOME）     | 広島県         | テレビ朝日系列 | 同時フルネット           |            |
| 2021年9月23日 - 2022年9月15日  | 木曜 19:00 - 20:00 | 山口朝日放送（yab）          | 山口県         | テレビ朝日系列 | 同時フルネット           |            |
| 2021年9月23日 - 2022年9月15日  | 木曜 19:00 - 20:00 | 瀬戸内海放送（KSB）          | 香川県・岡山県 | テレビ朝日系列 | 同時フルネット           |            |
| 2021年9月23日 - 2022年9月15日  | 木曜 19:00 - 20:00 | 愛媛朝日テレビ（eat）        | 愛媛県         | テレビ朝日系列 | 同時フルネット           |            |
| 2021年9月23日 - 2022年9月15日  | 木曜 19:00 - 20:00 | 九州朝日放送（KBC）          | 福岡県         | テレビ朝日系列 | 同時フルネット           |            |
| 2021年9月23日 - 2022年9月15日  | 木曜 19:00 - 20:00 | 長崎文化放送（ncc）          | 長崎県         | テレビ朝日系列 | 同時フルネット           |            |
| 2021年9月23日 - 2022年9月15日  | 木曜 19:00 - 20:00 | 熊本朝日放送（KAB）          | 熊本県         | テレビ朝日系列 | 同時フルネット           |            |
| 2021年9月23日 - 2022年9月15日  | 木曜 19:00 - 20:00 | 大分朝日放送（OAB）          | 大分県         | テレビ朝日系列 | 同時フルネット           |            |
| 2021年9月23日 - 2022年9月15日  | 木曜 19:00 - 20:00 | 鹿児島放送（KKB）            | 鹿児島県       | テレビ朝日系列 | 同時フルネット           |            |
| 2021年9月23日 - 2022年9月15日  | 木曜 19:00 - 19:54 | 秋田朝日放送（AAB）          | 秋田県         | テレビ朝日系列 | 同時ネット 19:54飛び降り | [ 注 8 ]   |
| 2021年9月23日 - 2022年9月15日  | 木曜 19:00 - 19:54 | 新潟テレビ21（UX）           | 新潟県         | テレビ朝日系列 | 同時ネット 19:54飛び降り | [ 注 9 ]   |
| 2021年9月23日 - 2022年9月15日  | 木曜 19:00 - 19:54 | 長野朝日放送（abn）          | 長野県         | テレビ朝日系列 | 同時ネット 19:54飛び降り | [ 注 10 ]  |
| 2021年9月23日 - 2022年9月15日  | 木曜 19:00 - 19:54 | 北陸朝日放送（HAB）          | 石川県         | テレビ朝日系列 | 同時ネット 19:54飛び降り | [ 注 11 ]  |
| 2021年9月23日 - 2022年9月15日  | 木曜 19:00 - 19:54 | 名古屋テレビ（メ〜テレ/NBN） | 中京広域圏     | テレビ朝日系列 | 同時ネット 19:54飛び降り | [ 注 12 ]  |
| 2021年9月23日 - 2022年9月15日  | 木曜 19:00 - 19:54 | 朝日放送テレビ（ABC TV）     | 近畿広域圏     | テレビ朝日系列 | 同時ネット 19:54飛び降り | [ 注 13 ]  |
| 2021年9月23日 - 2022年9月15日  | 木曜 19:00 - 19:54 | 琉球朝日放送（QAB）          | 沖縄県         | テレビ朝日系列 | 同時ネット 19:54飛び降り | [ 注 14 ]  |
| 2021年10月30日 - 2022年10月5日 | 水曜 15:49 - 16:50 | 山陰放送（BSS）              | 島根県・鳥取県 | TBS系列        | 遅れネット               | [ 注 15 ]  |
| 2021年12月8日 - 2023年1月18日  | 不定期放送         | 宮崎放送（mrt）              | 宮崎県         | TBS系列        | 遅れネット               | [ 注 16 ]  |
| 不明 - 2023年3月12日           | 日曜 15:55 - 16:55 | 北日本放送（KNB）            | 富山県         | 日本テレビ系列 | 遅れネット               | [ 注 17 ]  |

## スタッフ

### レギュラー版
- ナレーション：堀井美香[8]
- 構成：小野高義、興津豪乃、水野英昭
- TM：後藤祐一郎（テレビ朝日）
- TD/SW：時田将光、石井豪（以前はカメラ）
- カメラ：掛橋翔太、藤原朋巳、福元昭彦（福元→テレビ朝日、以前はTM→一時離脱）
- MIX：安食愛美
- VE：中村優介
- 照明：舟越利紗（テレビ朝日）
- 美術：出口智浩（テレビ朝日）
- 美術デザイン：谷口絵梨果、村上由季
- 美術進行：山本和記
- 大道具：田中庸之
- 小道具：石井琢也
- メイク：川口カツラ店
- 電飾：杉原由梨
- CGデザイン：福田隆之
- 音響効果：北澤寛之、岡崎愛子
- イラスト：リトルベア、グレートインターナショナル
- 編集：山本良、小原太希
- MA：市川建治、須藤幹成
- 編成：岡村地郎・松尾健司（テレビ朝日）
- 宣伝：栗坂美祐（テレビ朝日）
- FD：堀脇慎志郎（ウインズウイン、以前はディレクター）
- デスク：原利加子（テレビ朝日）
- 動物監修：パンク町田（途中から）
- 美術協力：tv asahi create、TELMIC
- 技術協力：テイクシステムズ、テレテック、tsp、デキサ 橋本吉剛、東京オフラインセンター
- 制作協力：TAIGA PRO（途中から）、トップシーン、エスピーボーン、クリーク・アンド・リバー社
- AP：濱田実花、大野敦子、桑田絵理、向井美科、竹田彩乃、森本愛彩、野津彩乃、加藤綾花
- AD：眞島裕也、栗山翔太、奈良部友美、一場輝、高橋桂一、浅沼蒼、野々村翼、玉置泰葉、渡辺舞衣、近藤勇太、後藤満里乃、牧野宏紀、須山亮、松田隼佑、小林慎治、天木麻湖
- ディレクター：植田弘樹（テレビ朝日）、小林賢一、足立達哉、白岩大輔、鈴木靖広、矢野和久、真野健太郎（テレビ朝日、真野→以前はAD）
- 取材：菅井秀一、田中匡史、藤澤孝(貴)之、深川隆司、持田謙二(治)、成田勇介、新垣博章、水谷和一、竹内隆徳、入月裕斗、井上紗綾、高木裕太、伊東忠俊、大河内洋平、長沢孝至、眞木大介、信永浩志、河野啓太、丸山憲司、寺尾幸星、江村秀忠、野口雅樹、秋山秀人、吉渓駿太郎(朗)（吉渓→以前はAD）
- プロデューサー：名田圭佑（テレビ朝日）、土橋覚（TAIGA PRO）、小泉哲朗（トップシーン）、平出さとし（ドラゴンエンタテインメント）、山地里加（トップシーン）、徳江長政（エスピーボーン）、大波多洋貴（クリーク・アンド・リバー社）
- プロデューサー・演出：増田哲英（テレビ朝日、以前は演出のみ）
- ゼネラルプロデューサー：寺田伸也（テレビ朝日）
- 制作著作：テレビ朝日

#### 過去のスタッフ（レギュラー版）
- ナレーション：佐藤賢治、市川展丈
- 編成：泉良樹（テレビ朝日）
- 宣伝：西田沙希（テレビ朝日）
- AP：宮本彩加、山村静夏
- プロデューサー：新田良太（テレビ朝日）、黒原英憲

### 仰天☆潜入ツアーズ!
- ナレーション：佐藤政道（第1,3回）
- 構成：小野高義、水野英昭
- 撮影：橋本吉剛、上杉隆寛、宮永昭典、島徳太郎（共に第2回-）
- TM：森山顕矩（テレビ朝日）
- TD/SW：時田将光
- カメラ：砂田大樹（第3回）
- MIX：安食愛美
- VE：東那美（第2回-）
- VTR：菅野明弘（第3回）
- 照明：岡本勝彦（第3回）
- 美術：遠藤ゆか
- 美術進行：野口香織、金補斐（共に第3回）
- メイク：川口カツラ店
- 音響効果：矢部公英
- 編集：平井剛（第3回）、新妻裕輝（第2回-）
- MA：近藤拓弥
- 編成：岡村地郎・沢登孝介（テレビ朝日、沢登→第2回-）
- 宣伝：石田京子（テレビ朝日）
- デスク：原利加子（テレビ朝日）
- 美術協力：テレビ朝日クリエイト
- 技術協力：テイクシステムズ、東京オフラインセンター、共立ライティング、tsp
- 制作協力：クリーク・アンド・リバー社（第3回）
- リサーチ：森祐介（第3回）
- AP：濱田実花、加藤綾花（加藤→第3回）
- AD：菊田峯晴、遠藤拓朗、角居佑香里（菊田・遠藤→第3回）
- ディレクター：藤澤貴之、深川隆司、竹内隆徳、入月裕斗、金城裕子、内山凌（PuniPika）、齊藤亮（深川・内山・齊藤→第2回-、藤澤・竹内・入月・金城→第3回）
- 演出：小林賢一
- プロデューサー：名田圭佑（テレビ朝日）、加藤信(TAIGA PRO）、大波多洋貴（クリーク・アンド・リバー社、第3回）、内藤三保子（第3回）
- ゼネラルプロデューサー：新田良太（テレビ朝日）
- エグゼクティブプロデューサー：寺田伸也（テレビ朝日）
- 制作：テレビ朝日ビジネスソリューション本部 コンテンツ編成局第1制作部
- 制作：テレビ朝日

#### 過去のスタッフ（仰天☆潜入ツアーズ!）
- ナレーション：槇大輔（第2回）
- カメラ：塚原梨央（第1,2回）
- VE：二宮紗耶（第1回）
- VTR：林航太郎（第1回）、谷村拓哉（第2回）
- 照明：舟越利紗（テレビ朝日、第1,2回）
- 美術進行：仲田幸正（テレビ朝日クリエイト、第1回）、十時健太（第2回）
- 編集：野村武史、仲里美咲（共に第1回）、平山裕之（第2回）
- 編成：松尾健司（テレビ朝日、第1回）
- AD：小林慎治（第1回）、野々村翼（第1,2回）、諸石祐馬、中野涼太、長尾早希子（諸石・中野・長尾→第2回）
- AP：竹田彩乃（第1,2回）
- ディレクター：菅井秀一（第1回）、持田謙二、河野啓太（共に第1,2回）、長沢孝至、大河内洋平、佐藤英悟、栗山真、沢田翔太、金山将世、平岡諒（共に第2回）
- プロデューサー：濱崎賢一（テレビ朝日、第1回）
- 制作：TAIGA PRO（第1,2回）

### 特番
- ナレーション：佐藤賢治
- 構成：興津豪乃、今田佑
- 技術：fmt、e-naスタジオ
- 撮影：大島孝夫、佐々木讓
- 音声：桧山賢至、加島尚樹
- EED：今井敏明
- MA：船木優
- 編成：小谷知輝・秋谷祥加（テレビ朝日）
- 宣伝：佐々木智世（テレビ朝日）
- デスク：原利加子（テレビ朝日）
- AD：河野啓太、諸伏将太、藤本菜摘
- AP：長山祐輔、竹田彩乃、濱田実花
- ディレクター：齋藤直史、久秋伸雄、井上陽史、阿部高、依田壌、舟木隆浩、権享悟
- 演出：菅井秀一
- プロデューサー：新田良太（テレビ朝日）、古田洋二（fmt）
- ゼネラルプロデューサー：寺田伸也（テレビ朝日）
- 制作：テレビ朝日、TAIGA PRO